# Ljubomir Chakaloff
Ljubomir Chakaloff (ou Lubomir Nikolov Chakalov; Samokov, 18 de fevereiro de 1886 – Sófia, 11 de setembro de 1963) foi um matemático búlgaro.
Graduado pela Universidade de Sófia em junho de 1908, com um doutorado em matemática em 1925 na Universidade de Nápoles Federico II, orientado por Ernesto Pascal, com a tese Le equazioni di Riccati.
Foi palestrante convidado do Congresso Internacional de Matemáticos em Zurique (1932) e Oslo (1936).